# Palaye Royale
是來自拉斯維加斯的加拿大裔美國搖滾樂團，由雷明頓·萊斯（Remington Leith）、賽巴斯汀·丹茲格（Sebastian Danzig）和愛默生·巴雷特（Emerson Barrett）兄弟三人於2008年所成立。他們起初以的名義成立，後來於2011年夏天將其更名為。樂團名來自他們的祖父母初次見面的多倫多舞廳Palais Royale。
他們的單曲在告示牌現代搖滾榜單上最高名列第27，他們還藉此成為了首支贏得MTV的大獎的未簽約樂團。首張專輯《轟隆隆房（A面）》（Boom Boom Room (Side A)）於2016年發行，2018年發行了第二張專輯《轟隆隆房（B面）》。

## 歷史

### （2008–2011）
最初是以之名出道的樂團，由吉他手賽巴斯汀·丹茲格（Sebastian Danzig，當時16歲）、主唱雷明頓·萊斯（Remington Leith，當時14歲）及鼓手愛默生·巴雷特（Emerson Barrett，當時12歲）三兄弟組成，其樂團名取自他們的出生姓氏（Kropp）。樂團於2008年成立後，他們在YouTube上發布的翻唱影片引起了大眾的注意，但他們也致力於創作原創歌曲。此時的的Myspace頁面吸引了超過1100萬人關注。
2009年，成為了迪士尼电台的《迪士尼電台的下一件大事》中的一部分。2011年夏天，他們改名為，該樂團名來自他們的祖父母初次見面的多倫多舞廳Palais Royale。

### （2012–至今）
改名後，於2012年3月7日發行了他們的首張單曲作品〈晨光〉（Morning Light）。一年後的2013年6月1日，他們發行了他們的第一張EP《開始的結束》（The Ends Beginning）；該EP收錄了六支單曲，其中包括了〈為美麗而死〉（Die for Something Beautiful）和〈死亡是場派對，邀請你所有的朋友〉（Death Is A Party, Invite All Your Friends）。同年，他們的單曲〈更上一層〉（Get Higher）在《告示牌》現代搖滾榜單上最高名列第27，還藉此成為了首支贏得MTV的大獎的未簽約樂團，甚至擊敗了如聯合公園在內的創作者。
2015年12月，與Sumerian唱片公司簽約，並於2016年6月24日發行了他們的首張專輯《轟隆隆房（A面）》（Boom Boom Room (Side A)）。該專輯收錄了十三首歌曲，以及〈更上一層〉和〈白色〉（White）這兩首額外曲目（最初在2013年作為EP發行）。《轟隆隆房（A面）》獲得了正面居多的迴響，Alternative Press網站的娜塔莎·范杜瑟（Natasha Van Duser）給了其四星半（滿分五星）的評價。
2017年，利斯的聲音用於電影《美國撒旦》中強尼·浮士德（Johnny Faust，由安迪·比爾薩克飾演）的對嘴歌聲；而該樂團的一些音樂也出現片中，如〈親愛的〉（Ma Cherie，樂器版）和〈男人先生〉（Man Mr. Man）。萊斯還為片中的虛構樂團貢獻了一些歌曲，如〈讓他燃燒〉（Let Him Burn）、〈原諒我媽媽〉（Forgive me Mother）和〈我對抗惡魔〉（Me Against the Devil）。
萊斯、丹茲格和巴雷特於2018年1月開始了他們第二張專輯的錄製過程。但整張專輯都被廢棄，並在五個月的時間內進行了重組，於樂團離開Warped巡迴前的一週完成。第二張專輯《轟隆隆房（B面）》於2018年9月28日發行。該專輯收錄了諸如〈死亡之舞〉（Death Dance）和〈你會沒事的〉等歌曲，並在他們的世界巡迴演唱會中作宣傳。2018年，而後續巡迴演出於2019年春季結束，以為該時代作結。在這次巡迴中，丹茲格在马萨诸塞州伍斯特的帕拉斯附近因將咖啡倒在企圖用車撞狗的人後被上銬逮捕。之後，在羅伯·殭屍和瑪麗蓮·曼森於2019年夏季的北美巡迴演出中演唱。
2019年11月，新歌〈大屠殺，新的美國夢〉（Massacre, the New American Dream）是以美國槍械暴力問題為題材，所得收益將捐給相關團體為我們的生命遊行和Giffords: Courage To Fight Gun Violence。
2020年3月20日，宣布了他們的第三張專輯《混蛋》將於2020年5月29日發行。他們開始了《混蛋》的世界巡迴演唱會，以紀念新時代的開始。他們穿越了英國和歐洲。在巡迴演出中，由於違反樂團演出場地規則（他們不同意避免採取可能對觀眾安全構成危險的行為），他們在蘇格蘭格拉斯哥的表演開始的幾個小時前被取消。他們在英格蘭伯明翰的表演也因公安問題而被取消；改在伍爾弗漢普頓演出後，由於2019冠状病毒病疫情的影響而被迫取消其餘的演出行程（如布拉格、維也納和米蘭），並在航班關閉前從巴黎趕回洛杉磯。5月29日，第三張專輯《混蛋》正式發行。
2020年6月，在透過Twitter與未成年人進行不適當的交流之後，針對巡迴貝斯手丹尼爾·庫西奧（Daniel Curcio）提出了多項性行為不端指控。6月10日，樂團發表聲明說，他們不容忍他的行為，而取消他和樂團的合作關係。
2021年7月5日，樂團宣布新專輯時代的開始，即將發行的兩首新單曲。7月9日，分別名為〈洛城沒有愛〉（No love in LA）和〈出氣筒〉（Punching bag）的兩首單曲發布。2021年10月11日，再度發布新單曲〈妄想症〉（Paranoid）。2021年11月16日受訪時宣布專輯名為《發燒夢》（Fever Dream）。12月23日，他們宣布下一首單曲為〈破碎〉（Broken）。〈破碎〉於2022年5月20日釋出。

## 音樂風格
經常被描述將自身風格定義為：時尚-藝術搖滾，以及被歸類於摇滚、華麗搖滾、獨立搖滾、車庫搖滾，並引用動物樂團、臉樂隊、小臉樂隊、滚石乐队、門戶樂團、大衛·鮑伊、暴龍樂團、地下絲絨和古典音乐作為其影響對象。《經典搖滾》將他們的風格描述為「從受到我的另類羅曼史影響的搖滾到紐約娃娃樂團般的龐克碰撞而出的硬核藍調」。
他們的藝術風格也受到電影導演提姆·波頓的影響，如他們的MV形象所示。

## 成員

### 現任
- 雷明頓·萊斯（Remington Leith）-主唱（2008年至今）
- 賽巴斯汀·丹茲格（Sebastian Danzig）-吉他手，鍵盤手（2008年至今）
- 愛默生·巴雷特（Emerson Barrett）-鼓手，鋼琴家（2008年至今）

### 巡迴
- 安德魯·馬丁（Andrew Martin）-吉他手（2018年至今）[38]
- 丹尼爾·庫西奧（Daniel Curcio）-貝斯手（2018年至2020年）
- 珍妮·維（英语：Jennie Vee）-貝斯手（2018年至今）

## 作品列表

### 錄音室專輯
| 年份 | 標題                    | 附註 |
| ---- | ----------------------- | --- |
| 2016 | 《轟隆隆房（A面）》（Boom Boom Room (Side A)） | 《告示牌》發燒專輯榜第21名                                                                              |
| 2018 | 《轟隆隆房（B面）》     | 《告示牌》二百强专辑榜第89名                                                                            |
| 2020 | 《混蛋》                | 《告示牌》二百强专辑榜第192名 《告示牌》年度最佳搖滾榜專輯第21名 《告示牌》年度最佳另類搖滾榜專輯第12名 |
| 2022 | 《發燒夢》（Fever Dream）          | |
| 2024 | 《死或譽》（Death or Glory）          | |

### 迷你專輯
| 年份 | 標題                       | 附註 |
| ---- | -------------------------- | ---- |
| 2013 | 《開始的結束》（The Ends Beginning）         |      |
| 2013 | 《更上一層／白色》（Get Higher / White）     |      |
| 2021 | 《洛城沒有愛／出氣筒》（No Love In LA / Punching Bag） |      |

### 單曲
| 年份 | 標題                       | 附註                                |
| ---- | -------------------------- | ----------------------------------- |
| 2012 | 〈晨光〉（Morning Light）               |                                     |
| 2013 | 〈更上一層〉（Get Higher）           | 於2017年重新發行 美國主流搖滾第26名 |
| 2018 | 〈你會沒事的〉             | 美國主流搖滾第22名                  |
| 2018 | 〈死亡之舞〉（Death Dance）           |                                     |
| 2019 | 〈操我的頭〉（Fucking with My Head）           |                                     |
| 2019 | 〈神經衰弱〉（Nervous Breakdown）           |                                     |
| 2019 | 〈堅持做自己〉（Hang On to Yourself）         | 美國主流搖滾第39名                  |
| 2019 | 〈大屠殺，新的美國夢〉（Massacre, the New American Dream） |                                     |
| 2020 | 〈孤獨〉（Lonely）               |                                     |
| 2020 | 〈小混蛋〉（Little Bastards）             |                                     |
| 2020 | 〈焦慮〉（Anxiety）               |                                     |
| 2020 | 〈瘋子世界〉               | 翻唱版                              |
| 2021 | 〈天堂的噩夢〉（Nightmares In Paradise）         |                                     |
| 2021 | 〈洛城沒有愛〉（No love in LA）         |                                     |
| 2021 | 〈出氣筒〉（Punching bag）             | 現代搖滾歌曲排行榜第34名            |
| 2021 | 〈妄想症〉（Paranoid）             |                                     |
| 2022 | 〈破碎〉（Broken）               |                                     |
| 2022 | 〈發燒夢〉（Fever Dream）             |                                     |
| 2022 | 〈蒼白星星〉（Lifeless Stars）           |                                     |
| 2022 | 〈撕裂與破碎〉（Destozado y Roto）         | 〈破碎〉西班牙語版                  |
| 2023 | 〈虛弱〉（Debilitate）               |                                     |
| 2023 | 〈蝴蝶翅膀的子彈〉（Bullet with Butterfly Wings）     |                                     |
| 2023 | 〈對我而言死了〉（Dead To Me）       |                                     |
| 2024 | 〈〉                       |                                     |
| 2024 | 〈只是我喜歡的類型〉（Just My Type）   |                                     |
| 2024 | 〈週三下午〉（Wednesday Afternoon）           |                                     |
| 2024 | 〈演藝圈〉（Showbiz）             |                                     |

## 外部連結
- 官方网站

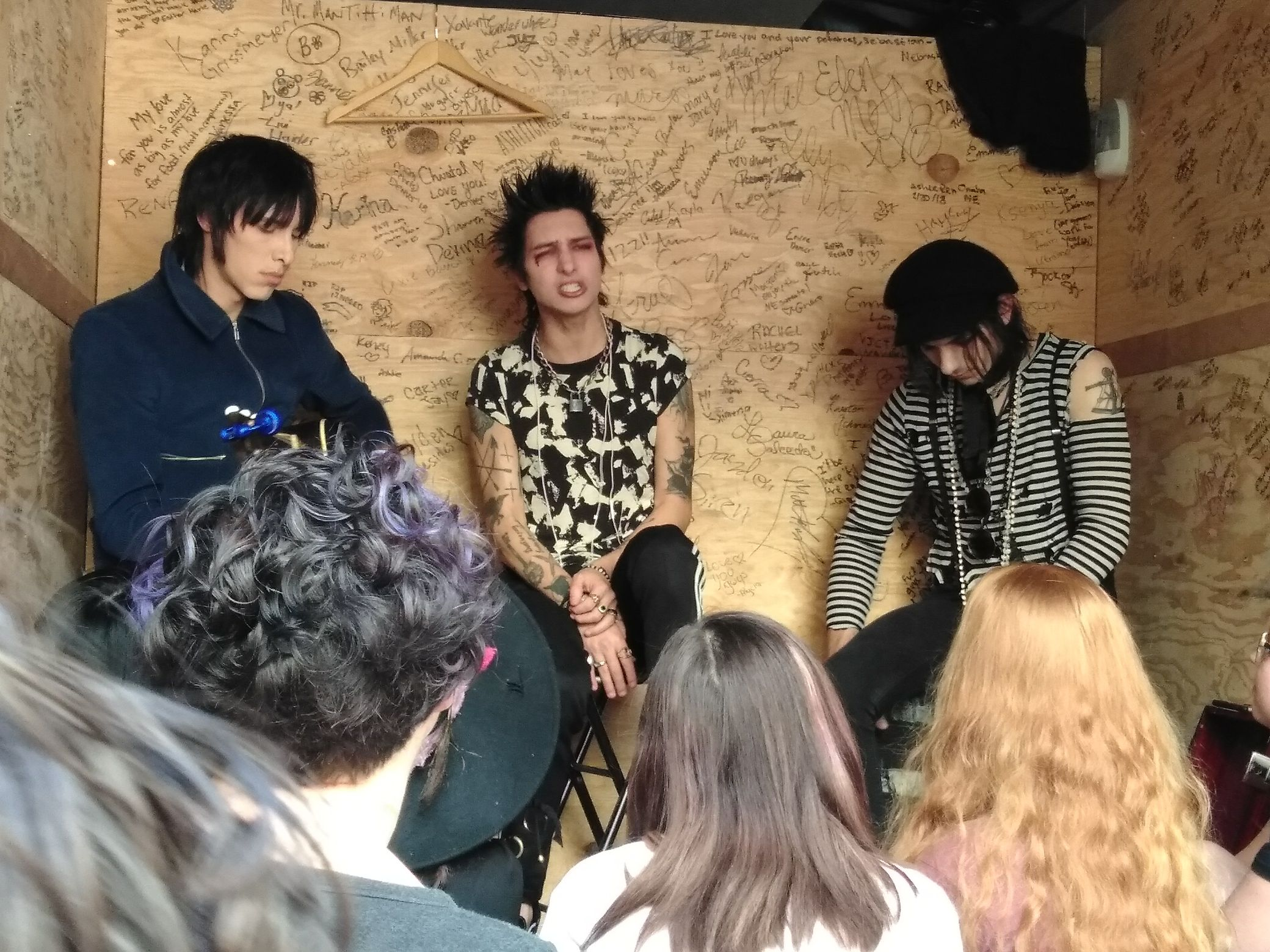
Palaye Royale於2018年

- Palaye Royale的Instagram帳戶
- Palaye Royale的Spotify專頁 （页面存档备份，存于）
- Palaye Royale的TikTok
- Palaye Royale的X（前Twitter）